# Hålskinn
Hålskinn (Peniophora polygonia) är en svampart som först beskrevs av Christiaan Hendrik Persoon, och fick sitt nu gällande namn av Bourdot & Galzin 1928. Hålskinn ingår i släktet Peniophora och familjen Peniophoraceae.  Arten är reproducerande i Sverige. Inga underarter finns listade i Catalogue of Life.

## Källor

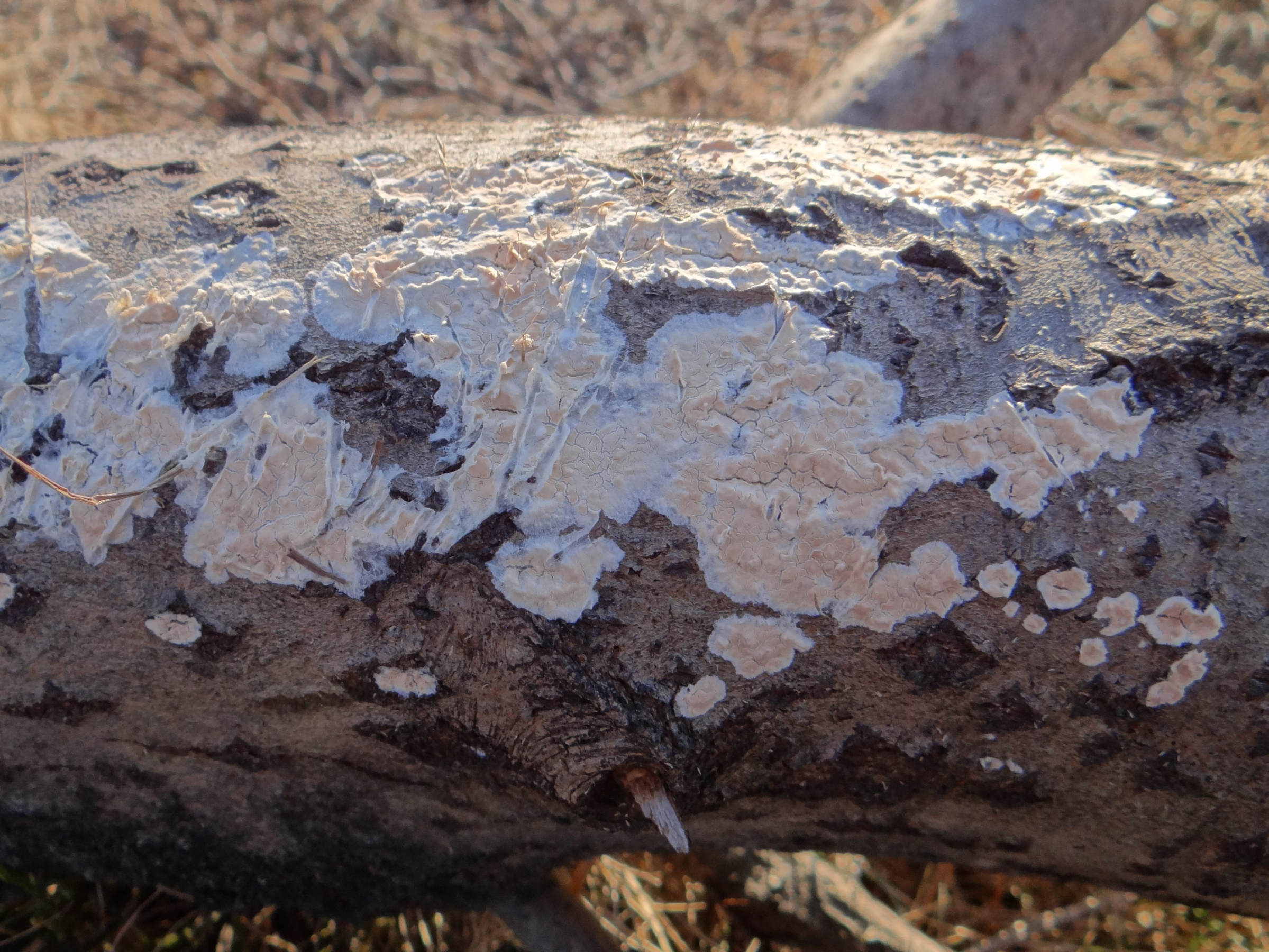
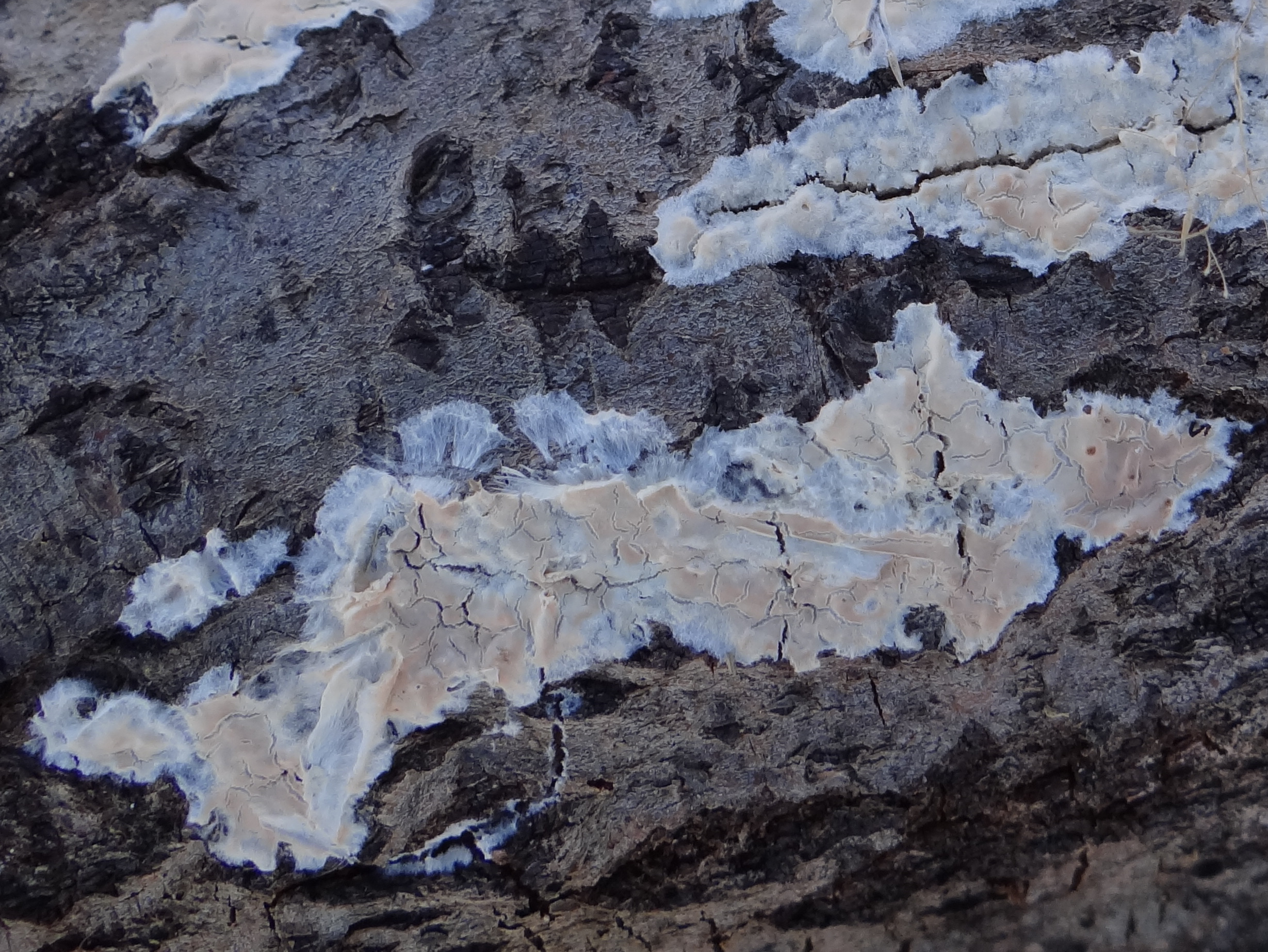
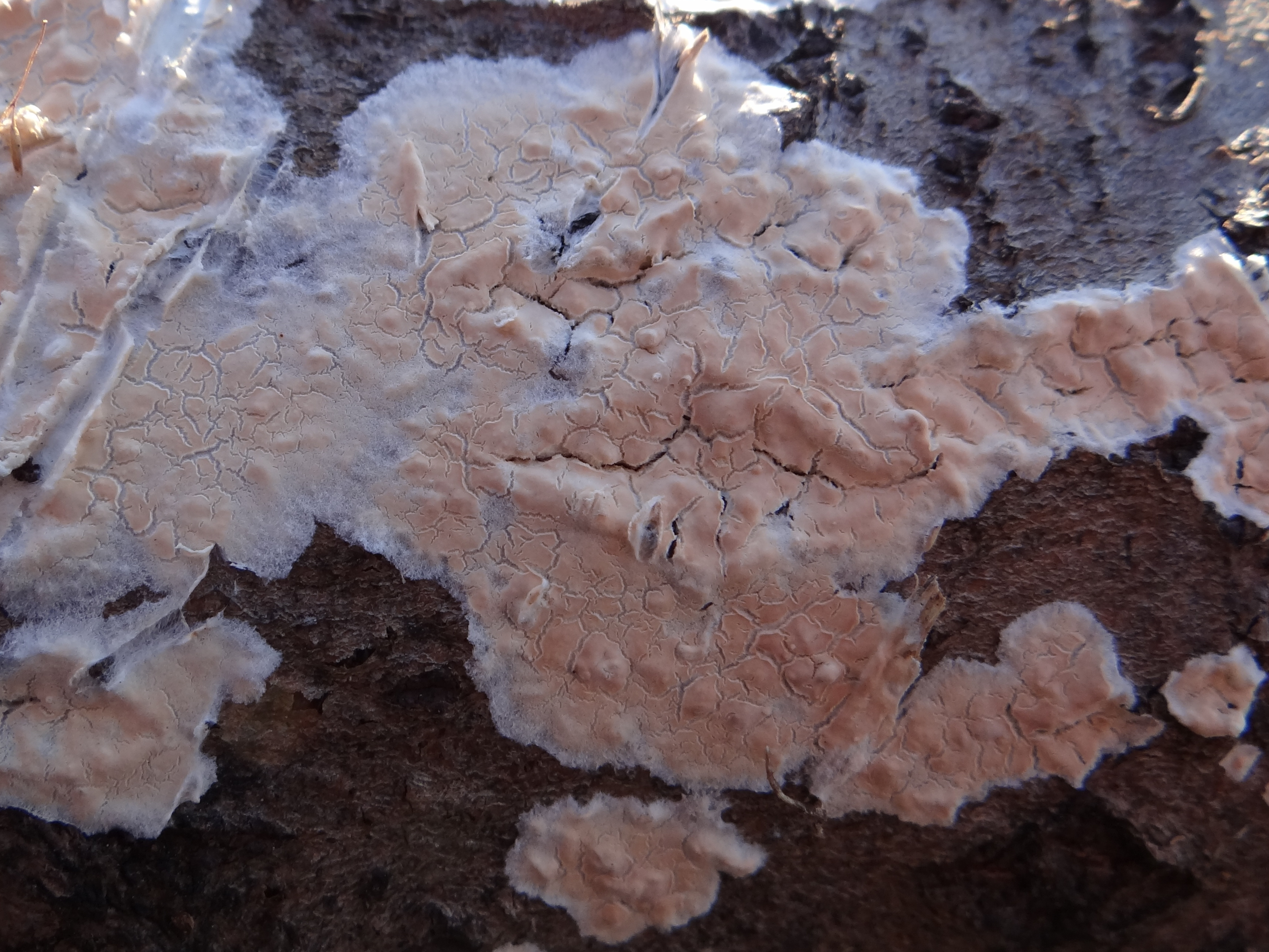